# Tertulia de San Gregorio

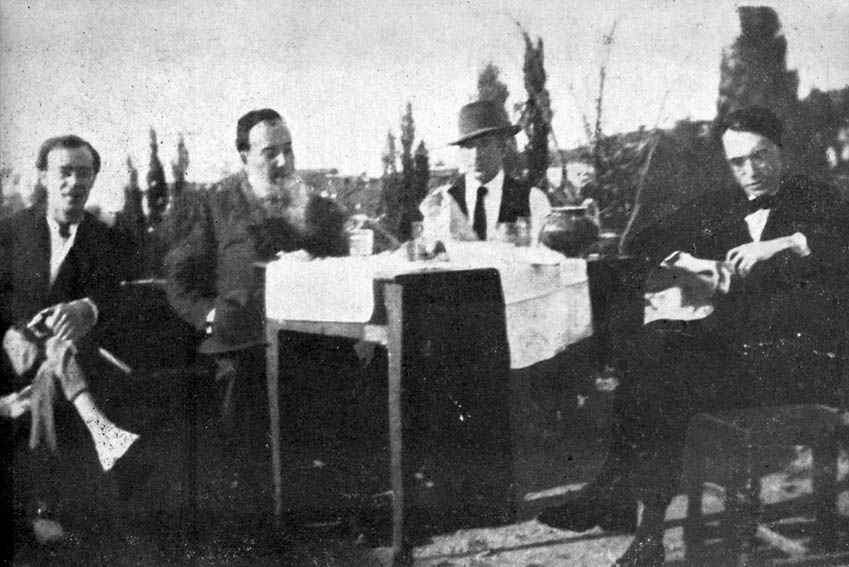
(de izquierda a derecha:) Emiliano Barral, Antonio Machado, Eugenio de la Torre "Torreagero" y Julián María Otero en el jardín de San Gregorio (Segovia, España), hacia 1923.

La Tertulia de San Gregorio fue el punto de reunión de un grupo heterogéneo de profesores, intelectuales, artistas y otros curiosos personajes de la vida cotidiana de Segovia y de la historia de España que acabaron confluyendo en el taller alfarero del ceramista Fernando Arranz, instalado entre 1921-1927 en el espacio de la capilla románica abandonada de la ya desaparecida iglesia de San Gregorio. En ella se hizo fuerte la joven Universidad Popular Segoviana y maduró la obra escultórica del escultor Emiliano Barral.

## Historia

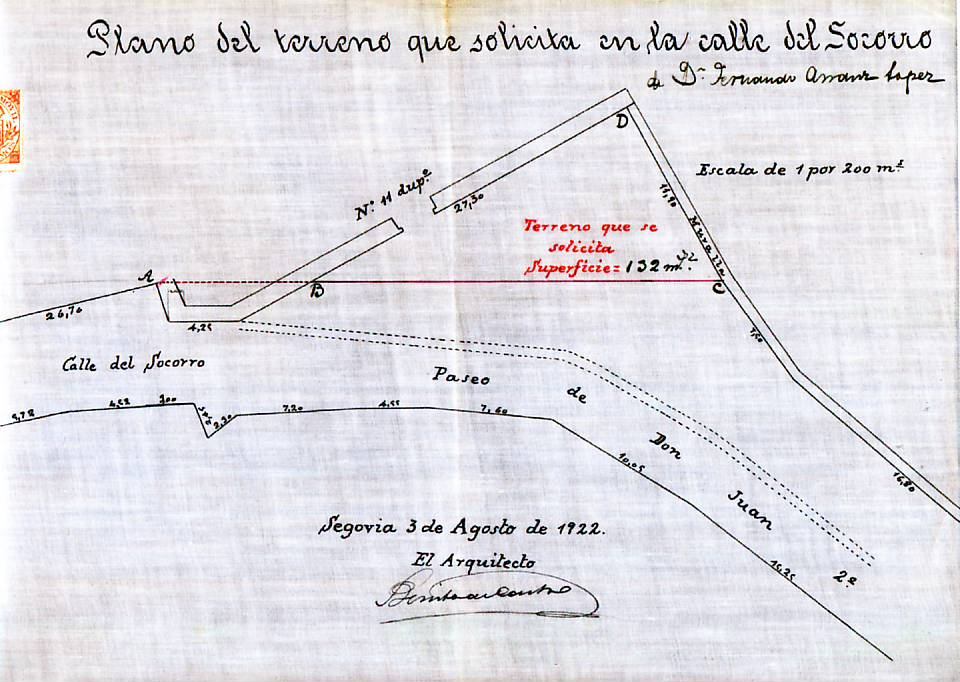
Capilla de San Gregorio (plano)

En 1921, Arranz instaló su taller de cerámica en una capilla medio en ruinas, aledaña a la Casa del Sol, cerca del Alcázar de Segovia. El joven alfarero no podía imaginar que aquel espacio de trabajo acabaría acogiendo también la tertulia que en la década de 1920 aglutinó las iniciativas e ilusiones de la vida cultural segoviana. Entre los más veteranos estaban tres ilustres forasteros, catedráticos de distintos centros de la ciudad: Blas Zambrano, José Tudela y Antonio Machado. Charlaban, escuchaban música, jugaban al mus, se recitaban poemas y se comentaba la Revista de Occidente o se discutía sobre lo humano y lo divino.
En el pequeño "Parnaso castellano" (como lo bautizó con feliz ironía el escultor Barral), también eran habituales curiosos personajes como el padre Villalba, agustino exclaustrado y ameno pianista, que formaba dueto musical con Carranza, cadete de Artillería, el ingeniero Luis Carretero o el empleado de Hacienda Ramón Juan Seva. De la tertulia saldrían la Universidad Popular Segoviana (1919), una delegación de la Liga de los Derechos del Hombre (1922) y un patrimonio artístico, en parte desaparecido, producto del arte del ceramista Arranz y el escultor Barral y sus hermanos.

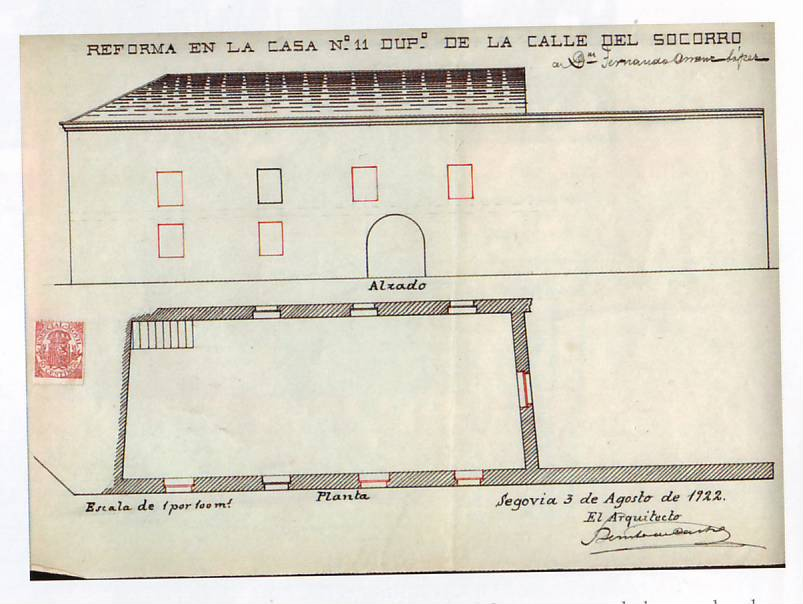
Capilla de San Gregorio (alzado)

La tertulia de San Gregorio, en ese espacio concreto, se disolvió cuando en 1927, Arranz partió hacia Sudamérica y el escultor Barral trasladó su taller a Madrid. Algunos de sus integrantes, entre ellos Machado y Quintanilla, se siguieron viendo en el café Castilla y en el Juan Bravo (y con menos frecuencia en el café La Suiza y en el del Casino de La Unión). A un nivel menos espontáneo y con una organización y proyección mayores la mayoría de los contertulios de San Gregorio trasladaron sus ilusiones y esfuerzos a la también románica iglesia de San Quirce, que abandonado su culto y convertida en pajar y almacén, fue adquirida en 1927 para instalar en ella la sede de la Universidad Popular Segoviana y sus talleres. El alma del traslado fue Mariano Quintanilla y el artífice de la restauración del edificio el arquitecto Cabello Dodero.

## Contertulios
- Marcelino Álvarez Cerón (18-19), ayudante de Obras Públicas y escritor (revista Manantial);
- Pablo de Andrés Cobos (1899-1973), pedagogo, biógrafo de Antonio Machado y cronista segoviano;
- Fernando Arranz (1898-1967), ceramista;
- Emiliano Barral (1896-1936), escultor;
- Francisco Javier Cabello Dodero (1888-1953), arquitecto y autor de una guía de Segovia;
- Manuel Cardenal Iracheta (1898-1971), filósofo e historiador;[5]
- Ignacio Carral (1897-1935), periodista y maestro;
- Mariano Grau (1902-1986), periodista y secretario perpetuo de la Academia de Historia y Arte de San Quirce;[6]
- Juan José Llovet (1895-1940), poeta;
- Antonio Machado (1875-1939), poeta y catedrático de Francés;
- Agapito Marazuela (1891-1983), guitarrista y dulzainero segoviano;
- Alfredo Marqueríe (1907-1974), autor teatral;
- Luis de Sirval (1898-1934), periodista valenciano de trágico final.
- Agustín Moreno Rodríguez (1886-1967), médico segoviano y catedrático de Ciencias Naturales;
- Julián María Otero (1887-1930), abogado y escritor (revista Manantial);
- Rafael Peñuelas (1901-2000), pintor canario;
- Mariano Quintanilla (1896-1969), catedrático de instituto que muchos años después llevaría su nombre;
- José Rodao (1865-1927), suegro de Ignacio Carral, poeta y profesor de la Escuela Normal;
- Cristóbal Ruiz Pulido (1881-1962), pintor que retrató a Machado en 1927 con la "Mujer muerta" de fondo;
- Eugenio de la Torre Agero (1895-1968), conocido como ‘Torreagero’, pintor y caricaturista de ilustre familia cuellarana, hermano de Mariano;
- Javier Tudela de la Orden (18-19), archivero de Hacienda;[nota 2]
- Blas Zambrano (1874-1938), padre de la pensadora María Zambrano, catedrático y maestro regente de la Graduada de la Escuela Normal;
- Juan Zuloaga (1884-1968), ceramista;[7]

## Frutos
- La consolidación de la Universidad Popular Segoviana, fundada el 21 de noviembre de 1919, que convocó en la pequeña capital castellana a personalidades de la cultura como Pío Baroja, Unamuno, Américo Castro, María de Maeztu, Gregorio Marañón, Fernando de los Ríos, Azorín, Daniel Zuloaga, Javier de Winthuysen, Eugenio d'Ors, Ernesto Giménez Caballero, Blas Cabrera, Ricardo de Orueta, Juan Manuel Díaz Caneja, Ángel Ossorio y Gallardo y un largo etcétera. La confluencia en Segovia de tan importante lista de conferenciantes fue en gran medida posible al apoyo de la Residencia de Estudiantes de Madrid.[8]

- La delegación en Segovia de la Liga de los Derechos del Hombre, cuyo manifiesto firmaron el 4 de marzo de 1922, Machado, Zambrano y Quintanilla.[9]

- Frutos literarios de la tertulia fueron: en el verano de 1923, el semanario "Segovia", dirigido por Ignacio Carral, que duró solo dos meses; y ya cerrado el taller de Arranz, la revista Manantial (1928-1929), codirigida por dos de sus contertulios Otero y Álvarez Cerón.[10][11]